# Santiago Montiel
Santiago Gabriel Montiel (Gregorio de Laferrere, Buenos aires, 22 de noviembre de 2000) es un futbolista argentino. Juega de lateral izquierdo y su equipo actual es Independiente de la Primera División de Argentina.

## Trayectoria

### Argentinos Juniors
Formado en las inferiores de River Plate donde llegó en 2015 proveniente del Deportivo Laferrere, Montiel se incorporó a Argentinos Jrs. en febrero de 2022 como agente libre.
Debutó en el primer equipo de Argentinos el 5 de febrero de 2023 en la victoria por la mínima sobre Racing Club. Se ganó el lugar de titular rápidamente en su primer año.

### Independiente
El 14 de agosto de 2024, a cambio de U$S 1.500.000 por el 50% del pase a pagar en tres cuotas de febrero de 2025 y febrero de 2026, se convirtió en nuevo jugador de Independiente. Asimismo, al irse de River a sus 21 años, el Millonario recibirá aproximadamente un 3% de la venta al Rojo ya que estuvo formándose en el club desde los 14 años hasta el momento de su partida. Además de River, Laferrere y Argentinos también ganarán con el porcentaje de solidaridad.

## Estadísticas

### Clubes
Actualizado hasta su último partido disputado el 13 de julio de 2025.
| Club                          | Div.          | Temporada     | Liga  | Liga  | Liga   | Copas nacionales | Copas nacionales | Copas nacionales | Torneos internacionales | Torneos internacionales | Torneos internacionales | Total | Total | Total  |
| Club                          | Div.          | Temporada     | Part. | Goles | Asist. | Part.            | Goles            | Asist.           | Part.                   | Goles                   | Asist.                  | Part. | Goles | Asist. |
| ----------------------------- | ------------- | ------------- | ----- | ----- | ------ | ---------------- | ---------------- | ---------------- | ----------------------- | ----------------------- | ----------------------- | ----- | ----- | ------ |
| Argentinos Juniors Argentina  | 1.ª           | 2023          | 24    | 2     | 2      | 15               | 0                | 3                | 7                       | 0                       | 2                       | 46    | 2     | 7      |
| Argentinos Juniors Argentina  | 1.ª           | 2024          | 4     | 0     | 0      | 14               | 2                | 0                | 5                       | 0                       | 0                       | 23    | 2     | 0      |
| Argentinos Juniors Argentina  | Total club    | Total club    | 28    | 2     | 2      | 29               | 2                | 3                | 12                      | 0                       | 2                       | 69    | 4     | 7      |
| C. A. Independiente Argentina | 1.ª           | 2024          | 14    | 4     | 4      | 2                | 1                | 0                | —                       | —                       | —                       | 16    | 5     | 4      |
| C. A. Independiente Argentina | 1.ª           | 2025          | 13    | 1     | 0      | 2                | 1                | 0                | 5                       | 2                       | 1                       | 20    | 4     | 1      |
| C. A. Independiente Argentina | Total club    | Total club    | 27    | 5     | 4      | 4                | 2                | 0                | 5                       | 2                       | 1                       | 36    | 9     | 5      |
| Total carrera                 | Total carrera | Total carrera | 55    | 7     | 6      | 33               | 4                | 3                | 17                      | 2                       | 3                       | 105   | 13    | 12     |
| 1. 2. 3.                      |               |               |       |       |        |                  |                  |                  |                         |                         |                         |       |       |        |

## Vida personal
Es primo del futbolista Gonzalo Montiel.